# アンダロ
アンダロ（イタリア語: Andalo）は、イタリア共和国トレンティーノ＝アルト・アディジェ州トレント自治県にある、人口約1,100人の基礎自治体（コムーネ）。

## 地理

### 位置・広がり
トレント自治県北部に位置するコムーネ。県都トレントから北西へ14kmの距離にある。

#### 隣接コムーネ
隣接するコムーネは以下の通り。
- カヴェダーゴ
- ファーイ・デッラ・パガネッラ
- モルヴェーノ
- サン・ロレンツォ・ドルシーノ (サン・ロレンツォ・イン・バナーレ)
- テッレ・ダーディジェ (ザンバーナ)
- ヴァッレラーギ (テルラーゴ)

## 行政

### Comunità di valle
トレント自治県が設置した広域行政組織 Comunità di valle 「パガネッラ」 (it:Comunità della Paganella)  の事務所所在地（Capoluogo）である。この地区には以下のコムーネが含まれる。
- アンダロ、カヴェダーゴ、ファーイ・デッラ・パガネッラ、モルヴェーノ、スポルマッジョーレ

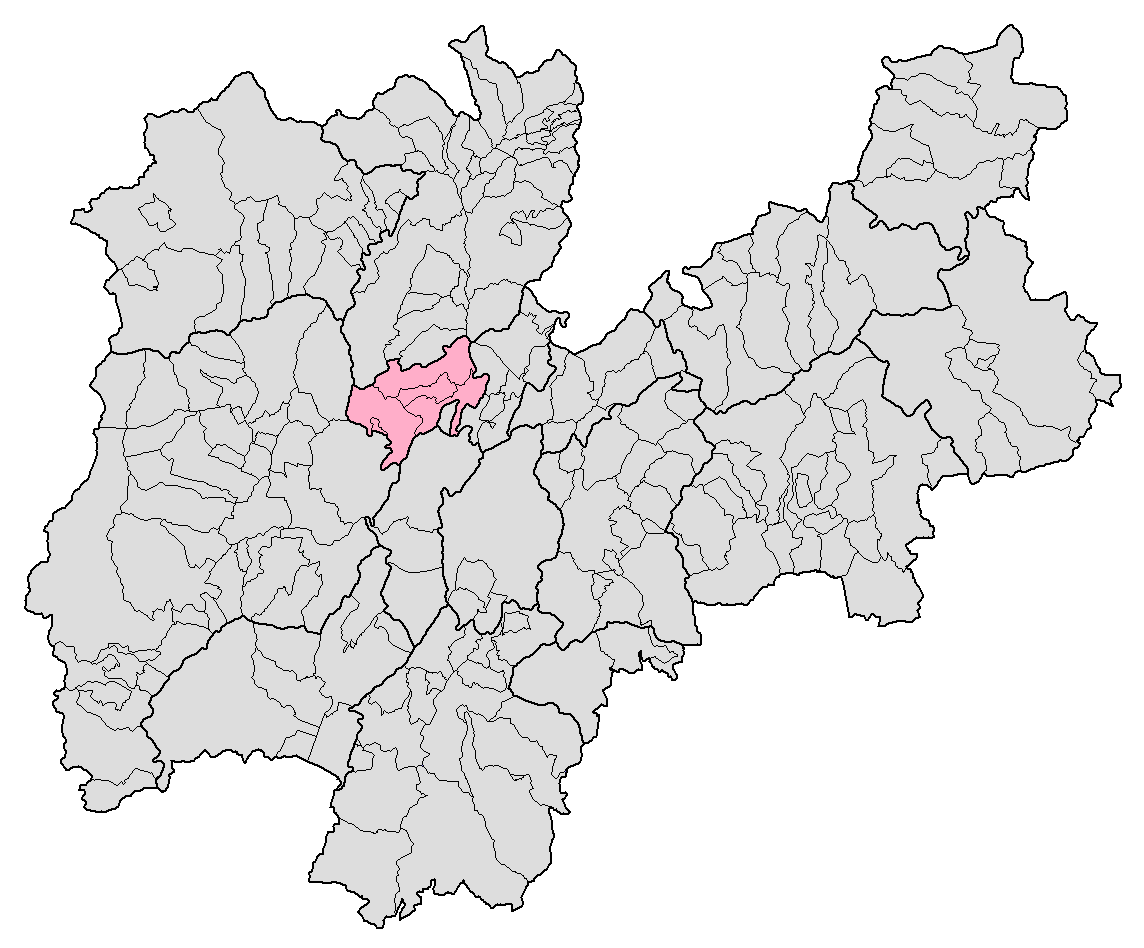
Comunità della Paganella

## 住民

### 言語
| 少数言語話者の割合（2011年） | 少数言語話者の割合（2011年） | 少数言語話者の割合（2011年） | 少数言語話者の割合（2011年） | 少数言語話者の割合（2011年） |
| ---------------------------- | ---------------------------- | ---------------------------- | ---------------------------- | ---------------------------- |
|                              |                              |                              |                              |                              |
| ラディン語                   | ラディン語                   |                              | 1.5%                         | 1.5%                         |
| モケーニ語                   | モケーニ語                   |                              | 0.0%                         | 0.0%                         |
| チンブロ語                   | チンブロ語                   |                              | 0.0%                         | 0.0%                         |

2011年10月9日に行われた国勢調査によれば、若干のラディン語話者がいる。